# Leonardo Giuliano
Leonardo Giuliano (Siracusa, 27 maggio 1953) è un produttore cinematografico, regista e distributore cinematografico italiano.

## Biografia
Nel 1972 si trasferisce dalla Sicilia a Bologna per studiare al D.A.M.S. della Facoltà di Lettere e Filosofia dell'Università di Bologna. Prende parte al gruppo cinema di Gianni Celati e partecipa alla scrittura collettiva di Alice disambientata, che verrà ristampato nel 2007, edito da L'Erba Voglio. Nel 1976 si avvicina alla musica e fonda, assieme ad alcuni compagni, la società discografica Fonoprint e nel 1977 la Harpos Bazar. Nel 1980, dopo essersi laureato a pieni voti, vince una borsa di studio alla Rai per l'analisi comparata dell'uso delle tecniche di ripresa in video e pellicola per fiction; lo stesso anno fonda Il Negativo, questo lo porta a lavorare con molti artisti stranieri, soprattutto inglesi e francesi. 
Nel 1983 torna in Sicilia dove fonda un cineservice e compra il Cineclub Le Makkine di Siracusa e in seguito la Salamandra, entrambi cinema impegnati in una programmazione di film d'essai. Organizza proiezioni con registi come Aurelio Grimaldi, con il quale lavorerà per molto tempo. Nel 1986 fonda la Meeting Facilities, società che dai suoi uffici in Italia e nel Regno Unito progetta strutture per lo spettacolo. Collabora inoltre con l'I.N.D.A. (Istituto Nazionale del Dramma Antico) e nel 1995 fonda il "Teatro del mare" della Stazione Marittima di Siracusa.
Nel 1996 produce e distribuisce il pluripremiato Nerolio di Aurelio Grimaldi. Quell'anno torna a Roma dove rileva e restaura il Pasquino, storico cinema di Trastevere, che diventa l'unica multisala in Italia ad avere una programmazione cinematografica in lingua originale. A questa vengono annessi un ristorante-lounge bar, sale a programmazione on-demande e un negozio a tema movie-vintage. Sempre a Roma organizza The Independent Picture Show, rassegna di cinema indipendente americano trattato sin dalle origini. Nel 2001 prende il Centro di Produzione Cinematografica di Sales dove negli anni successivi verranno prodotti più di venti film.
Nel 2004 apre un'analoga struttura societaria anche a Londra: la Leonardogiulianolimited e il gruppo di aziende a essa collegate. Continuando a lavorare tra Italia e Gran Bretagna nel 2006 fonda Off, un quotidiano di spettacolo che per un anno ha una regolare uscita in cartaceo e che troverà una migliore e maggiore distribuzione on-line fino ad oggi.

## Filmografia parziale da produttore
- Nerolio (1996)
- Rosatigre (1998)
- Il più migliore al mondo (2000)
- Come le onde del mare (2000)
- Un mondo d'amore (2002)
- E ridendo lo uccise (2003)
- Il servo ungherese (2003)
- Tragedia a vapore (2003)
- La porta delle 7 stelle (2004)
- Cecenia (2004), anche regista
- Ladri di barzellette (2004), anche regista
- Aldo Moro: se sarà luce sarà bellissimo (2004)
- Aldo Moro: il mio sangue ricadrà su di loro (2004)
- Aldo Moro: epilogo (2004)
- Sopra e sotto il ponte (2005)
- Le cose in te nascoste (2006)
- Quell'estate (2008)
- Mangia!, regia di Anna Piscopo (2025)